# Hajsyn rajon
Hajsyn rajon (ukrainsk: Гайсинський район, tr. Hajsynskyj rajon) er en af 6 rajoner (distrikt) i Vinnytsja oblast i Ukraine, hvor Hajsyn rajon er beliggende i den sydøstlige del af oblastet omkring byen Hajsyn.
Rajonen har et areal på 5.675 km2
og et indbyggertal på 232.647 (2022) indbyggere. Det administrative centrum er byen Hajsyn.